# ويندي وليامز (ممثلة)
ويندي وليامز (بالإنجليزية: Wendy Williams)‏ هي ممثلة بريطانية، ولدت في 7 نوفمبر 1934 في Cheam ‏ في المملكة المتحدة، وتوفيت في 17 أكتوبر 2019.

## وصلات خارجية
- ويندي وليامز على موقع IMDb (الإنجليزية)
- ويندي وليامز على موقع قاعدة بيانات الفيلم (الإنجليزية)